# Roma in Polen
De Roma in Polen (Pools: Romowie w Polsce) zijn etnische Roma die sinds de 15e eeuw in Polen woonachtig zijn. De Poolse volkstelling van 2011 registreerde 17.049 Roma in het land, een stijging ten opzichte van 12.855 Roma in 2002. Iets meer dan de helft van de Poolse Roma spreekt het Romani als moedertaal. In 2011 werden 8.612 sprekers van het Romani geregistreerd, waarvan 8.111 personen uit steden en 501 personen in dorpen op het platteland.

## Geschiedenis
Volgens The Columbia Guide to the Holocaust en het United States Holocaust Memorial Museum overleefden 8.000 tot 35.000 (van de ongeveer 50.000 Roma) de Porajmos niet.
In 2011 markeerde het Pools parlement 2 augustus als de herdenkingsdag van de vernietiging van de Roma en Sinti.

## Subgroepen
In Polen worden de onderstaande subgroepen onderscheiden:
- Polska Roma
- Bergitka Roma
- Kalderash
- Lovari

## Bekende Roma in Polen
- Alfreda Markowska (1926-2021), overlevende van de Tweede Wereldoorlog
- Edward Dębicki (1935), muzikant, componist en dichter
- Edyta Górniak (1972), zangeres
- Wiktoria Gabor (2007), zangeres

## Afbeeldingen

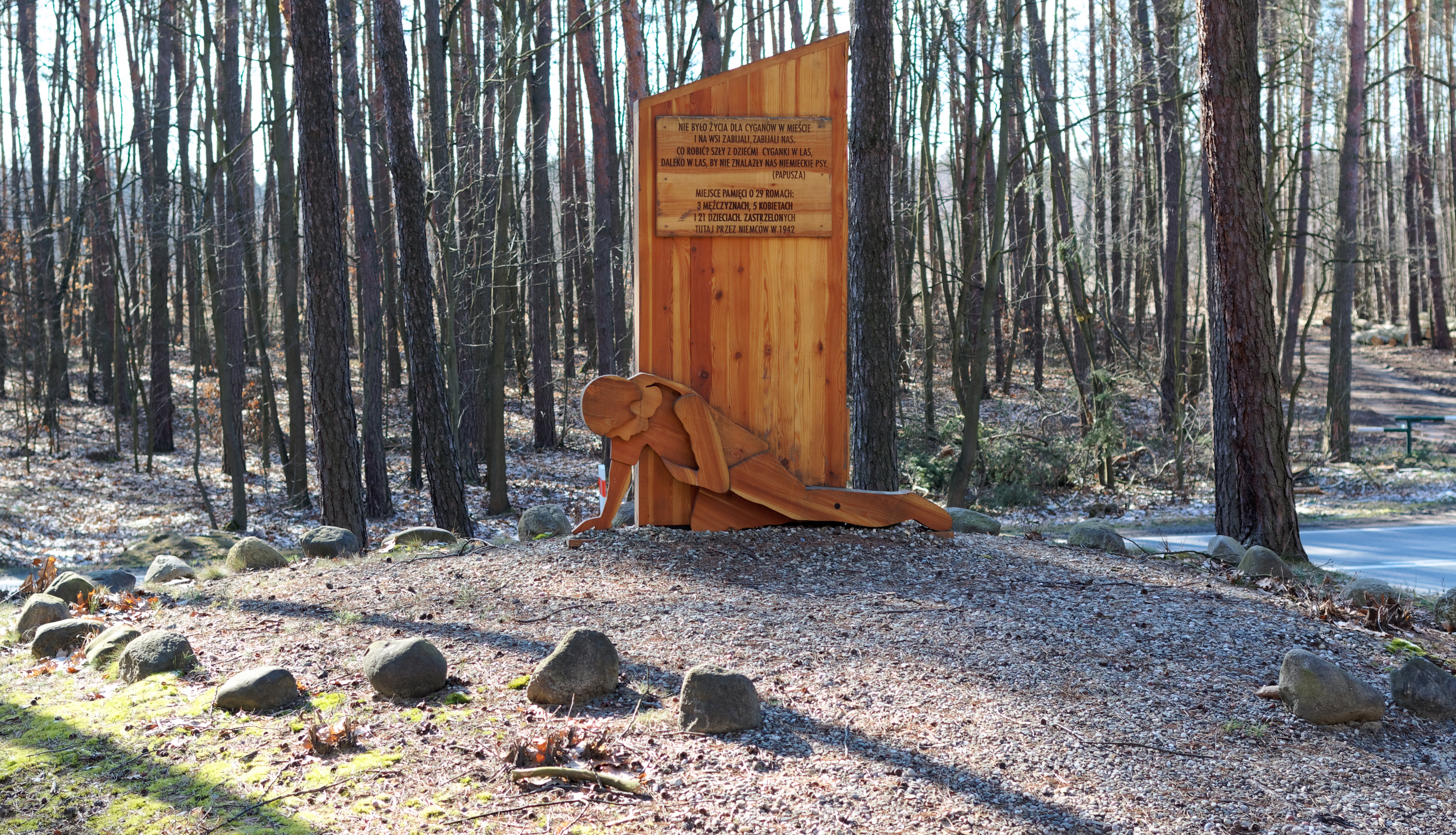
Een oorlogsmonument in Borzęcin
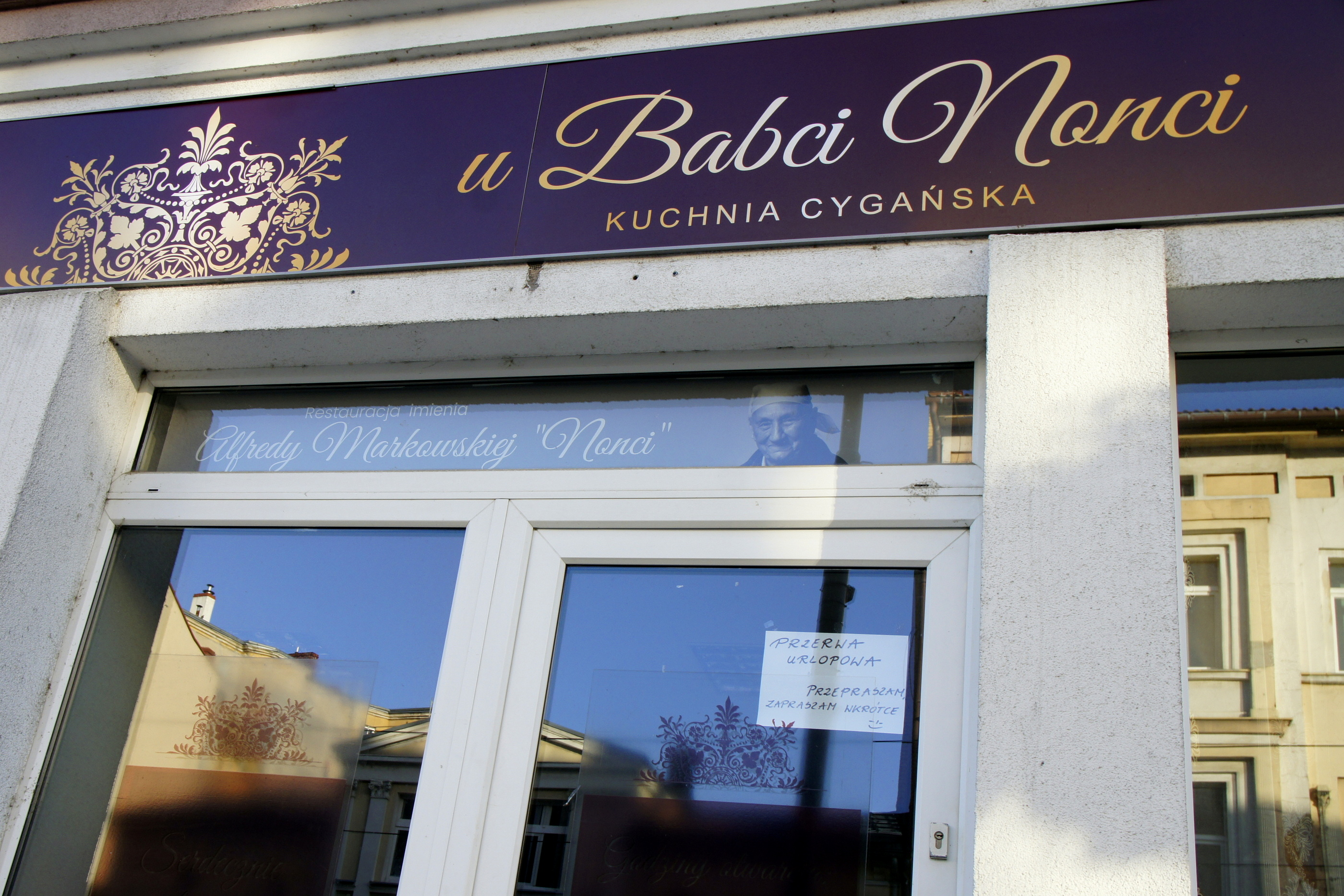
Een Romani restaurant in Gorzów Wielkopolski
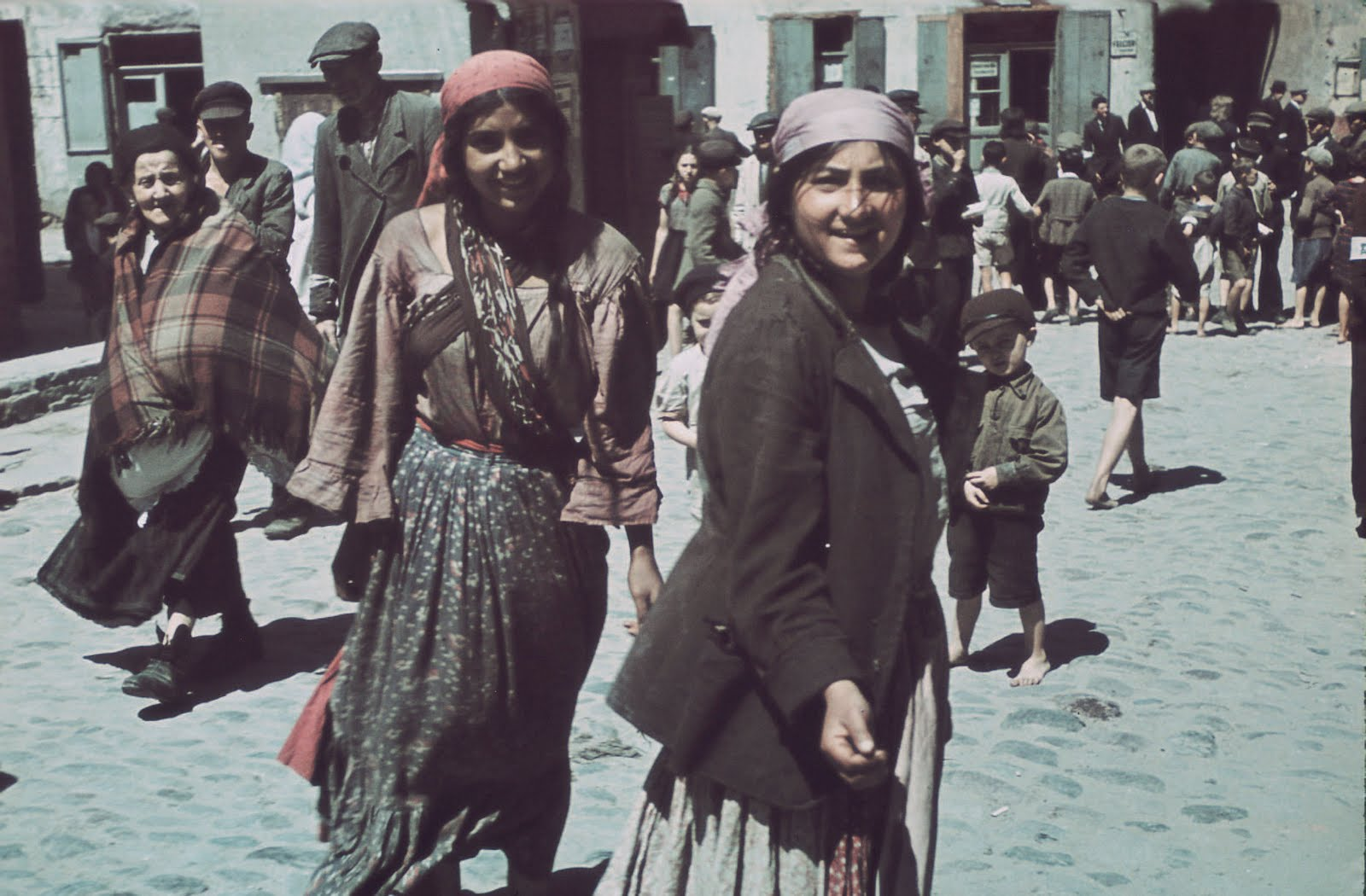
Poolse Roma (Polska Roma) in het getto van Lublin

Albanië · Bosnië en Herzegovina · Bulgarije · Griekenland · Hongarije · Kosovo · Kroatië · Montenegro · Noord-Macedonië · Oekraïne · Polen · Roemenië · Servië · Slovenië · Slowakije · Rusland · Tsjechië · Turkije · Wit-Rusland